# Sông Ohio
Sông Ohio là một chi lưu lớn nhất theo lưu lượng nước của sông Mississippi. Tại ngã ba nơi hợp lưu, sông Ohio thậm chí còn lớn hơn sông Mississippi (Ohio tại Cairo: 281.500 foot khối/giây (7.960 m3/giây), sông Mississippi ở Thebes: 208.200 foot khối/giây (5.897 m3/giây) và do đó về mặt thủy văn nó là dòng chính của toàn bộ hệ thống sông, bao gồm các sông Allegheny ở thượng nguồn. Sông Ohio có tổng chiều dài khoảng 981 dặm (1.579 km) và nằm ở phía Đông Mỹ.
Con sông có ý nghĩa to lớn trong lịch sử của người Mỹ bản địa, do có nhiều nền văn minh hình thành dọc theo thung lũng của nó. Trong năm thế kỷ trước khi liên hệ với châu Âu, các nền văn hóa Mississippia xây dựng lãnh địa ở các khu vực và gò đào đắp lớn ở thung lũng Ohio, chẳng hạn như Mounds Angel gần Evansville, Indiana, cũng như trong các thung lũng Mississippi và Đông Nam. Đối với lịch sử hàng ngàn năm của người Mỹ bản địa, giống như cách mà các nhà thám hiểm châu Âu và định cư những người theo họ, sử dụng con sông như một tuyến giao thông chính và tuyến đường thương mại. Vùng biển của nó, kết nối cộng đồng. Osage, Omaha, Ponca và Kaw sống ở thung lũng Ohio, nhưng dưới áp lực từ Iroquois ở phía đông bắc, di cư về phía tây của sông Mississippi Missouri, Arkansas, Oklahoma trong những năm 1600.

## Hình ảnh

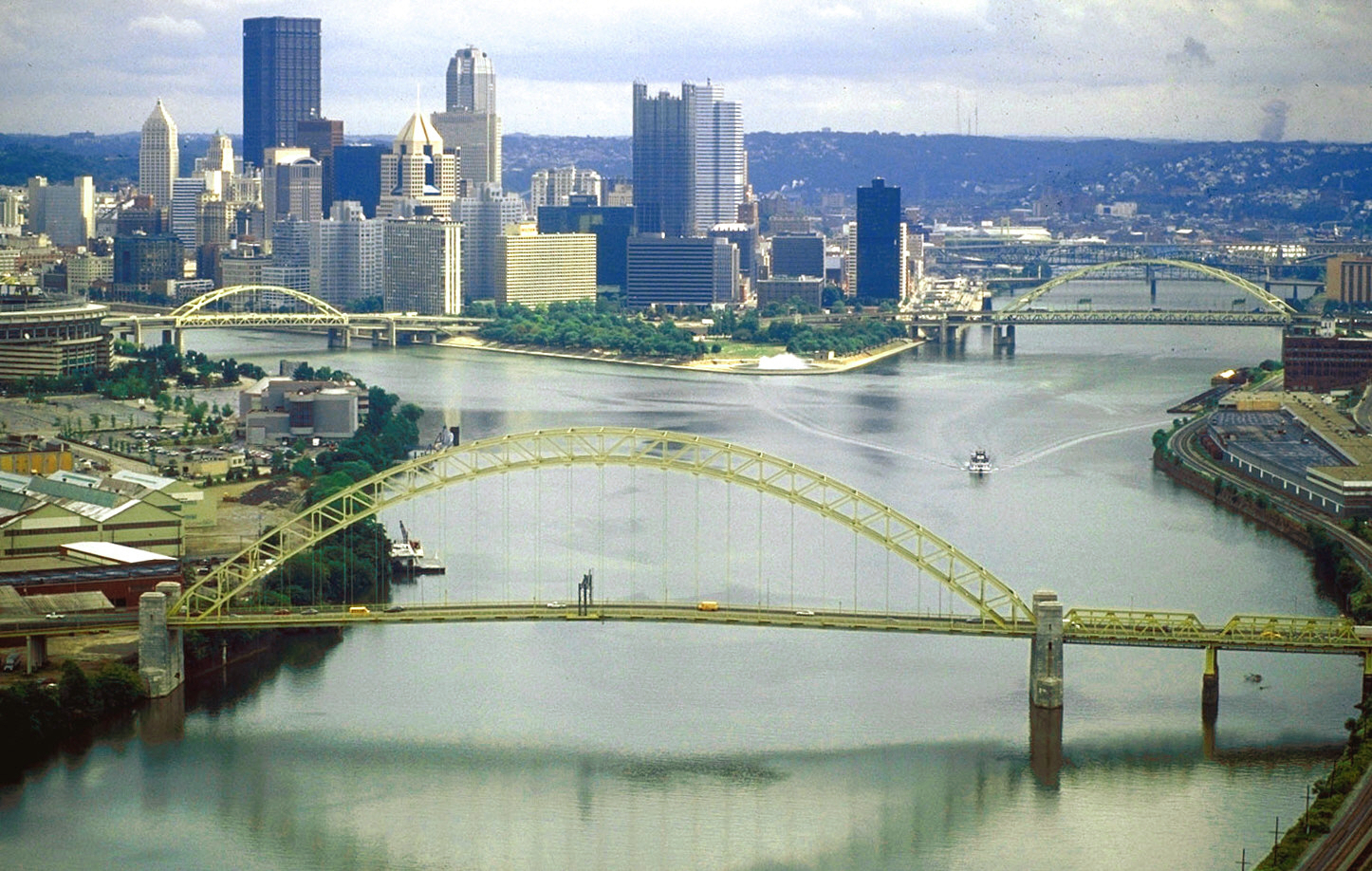
Sông Allegheny bên trái, và sông Monongahela hợp lưu thành sông Ohio tại Pittsburgh, Pennsylvania, vùng đô thị lớn nhất bên sông.
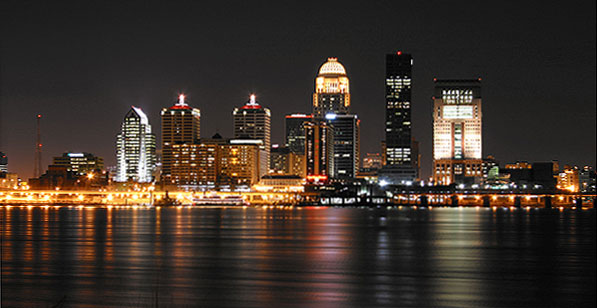
Louisville, Kentucky, điểm sâu nhất của sông Ohio là một hố sụt chỉ ngay dưới các âu tàu và đập Cannelton (dặm sông là 720,7)
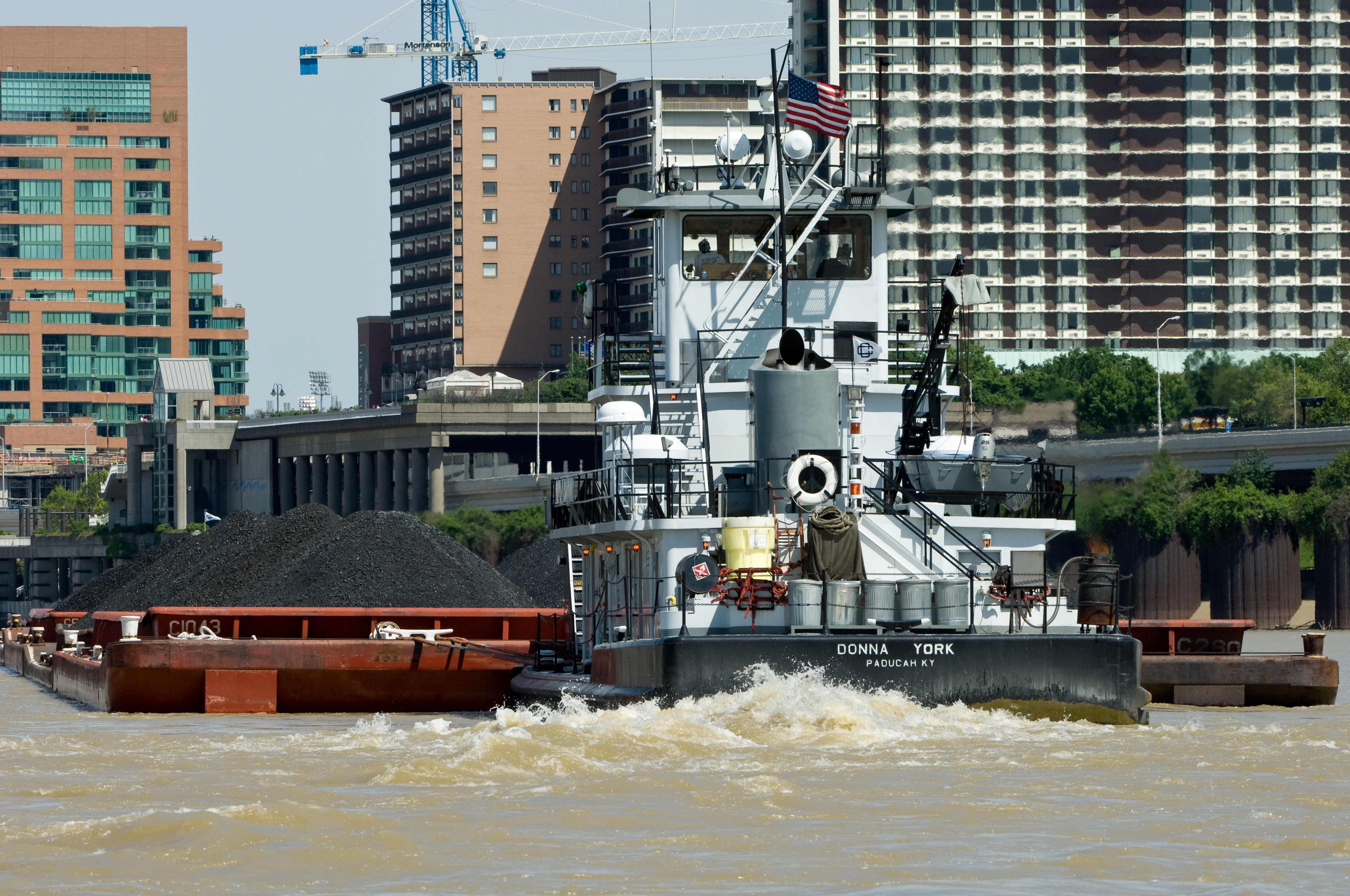
Một chiếc xà lan chở dầu ở Louisville and Portland Canal, và là phần nhân tạo duy nhất trên sông Ohio.
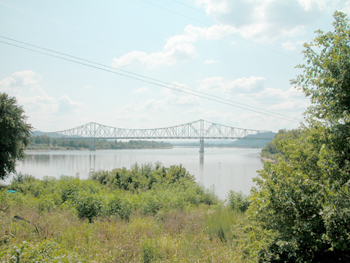
Cầu Carl Perkins ở Portsmouth, Ohio với phụ lưu sông Ohio và sông Scioto ở bên phải.
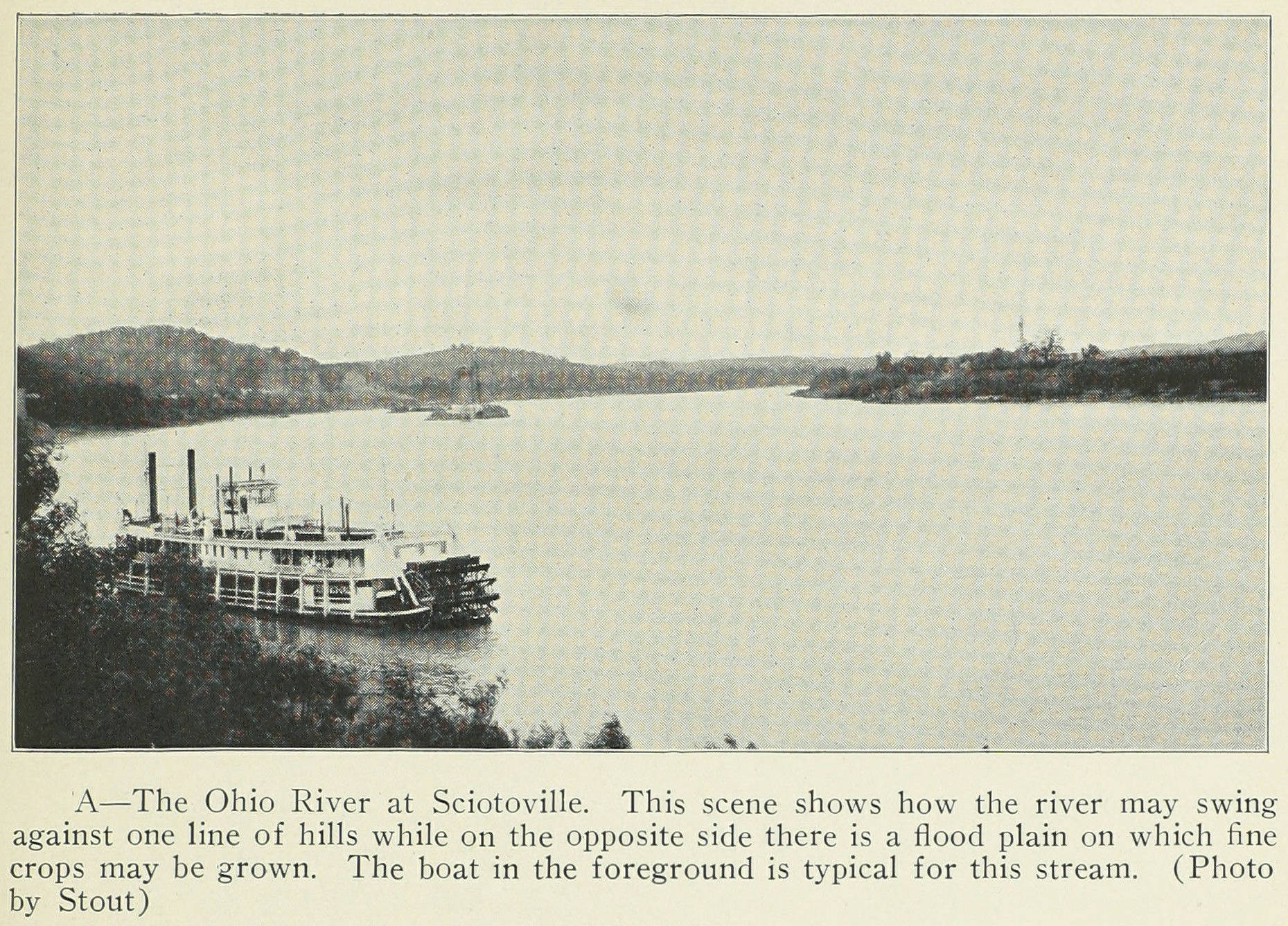
Sông Ohio nhìn ở Sciotoville, từ cuốn sách "Geography of Ohio," 1923